# Adam Nyk
Adam Nyk (ur. 17 kwietnia 1970 w Kielcach) – polski socjolog, absolwent wydziału filozofii Uniwersytetu Jagiellońskiego w Krakowie, twórca Rodzinnej Poradni Profilaktyki i Terapii Uzależnień Monar w Warszawie, specjalista terapii uzależnień, autor wielu programów eksperymentalnych form terapeutycznych, programów profilaktycznych, rzecznik grup wsparcia dla osób uzależnionych od narkotyków w formule AN, a także grup wsparcia dla współuzależnionych (rodzin osób uzależnionych). Propagator działań na rzecz inkluzji społecznej osób żyjących z HIV wieloletni sekretarz Zarządu Głównego Stowarzyszenia "Solidarni PLUS". Inicjator współpracy programowej z agendą ONZ – UNDP w Warszawie, twórca pierwszego programu pracy socjalnej Harm Reduction w Krakowie, stażysta Service Civil International w Bonn, praktykujący terapeuta uzależnień w zakładach penitencjarnych w Warszawie.
Inicjator wielu akcji sprzeciwu wobec inicjacji narkotykowej dzieci i młodzieży, jak: "Nie biorę, jutro też nie wezmę" – akcja letnia 2004, 2005; "Moda na niebranie" – ogólnopolska akcja na rzecz racjonalnych wyborów życiowych dzieci i młodzieży, zainicjowana we wrześniu 2005, prowadzona na terenie całego kraju we współpracy ze stacją Polskie Radio Bis.
Kawaler wyróżnienia Laur Stokrotek Dobroci, przyznanego przez Fundację Kwiaty Polskie.
Działacz Polskiego Stronnictwa Ludowego, z listy którego w 2018 bez powodzenia kandydował do sejmiku mazowieckiego.
Zamieszkały w Markach. Od połowy lat 90. porusza się na wózku inwalidzkim.